# Martin Droeshout
Martin Droeshout ou Martin Droeswoode (prononcé en anglais : [ˈdruːʃaʊt/], né en 1601 et mort à une date inconnue, probablement avant 1650) est un graveur britannique d'origine flamande.
Il est presque exclusivement connu pour son Portrait Droeshout, le portrait de William Shakespeare servant de frontispice au Premier Folio (la première compilation publiée des œuvres théâtrales de l'écrivain, de 1623). Cependant, Droeshout a produit d'autres pièces de qualités diverses.
Né dans une famille d'artistes flamands protestants, il passe la première partie de sa vie à Londres, où il produit des œuvres de sujets allégoriques, mythologiques ou satiriques. Il part ensuite vivre à Madrid vers 1632, anglicise son nom en Droeswoode et se convertit au catholicisme, qui devient son unique sujet de composition, principalement pour des frontispice ou des couvertures de livres.

## Biographie
Droeshout est issu d'une famille flamande de graveurs ayant émigré de Bruxelles à Londres vers 1570 pour éviter la persécution pour être protestants. Son père, Michael Droeshout, également graveur, et son grand-frère, John, est lui aussi graveur de profession. Sa mère, Dominique Verrike, est la deuxième épouse de Michael. Son oncle, Martin Droeshout (année 1560 - ca. 1642), est un peintre.

### Doutes sur son identification et sur la paternité de ses œuvres
Aucune documentation directe n'a survécu sur la vie de Martin Droeshout, en dehors de l'acte de baptême (le 26 avril 1601 à l'Église réformée néerlandaise d'Austin Friars à Londres),. Parce qu'il est membre d'une famille nombreuse — en plus d'avoir un oncle homonyme —, il est difficile de distinguer les informations concernant directement Martin. Il subsiste des doutes sur un certain nombre de gravure qui lui sont attribuées mais semblent avoir été exécutées par différents artistes quoique possédant le même style, une signature et des monogrammes similaires, comme le portrait de William Fairfax,.
Depuis l'identification des archives familiales des Droeshout, on n'est pas certain que Martin Droeshout le graveur est le frère ou le fils de Michael Droeshout, même si Lionel Cust (en) affirme dans le Dictionary of National Biography original — ce qui est resté comme la proposition majoritairement acceptée — que le plus jeune Martin Droeshout était plus probablement le fils. En 1991, l'historienne Mary Edmund argumente que son oncle, Martin Droeshout l'ancien, aurait été peintre et graveur et qu'il n'y a aucune preuve que le jeune Droeshout ait même travaillé comme graveur. Elle affirme que tout l'œuvre de Droeshout devrait être attribué à Martin Droeshout l'ancien. Cette opinion est reprise par l’Oxford Dictionary of National Biography. Des plus récentes de June Schlueter (en) reviennent à l'attribution traditionnelle des gravures au plus jeune Droeshout.

### Carrière

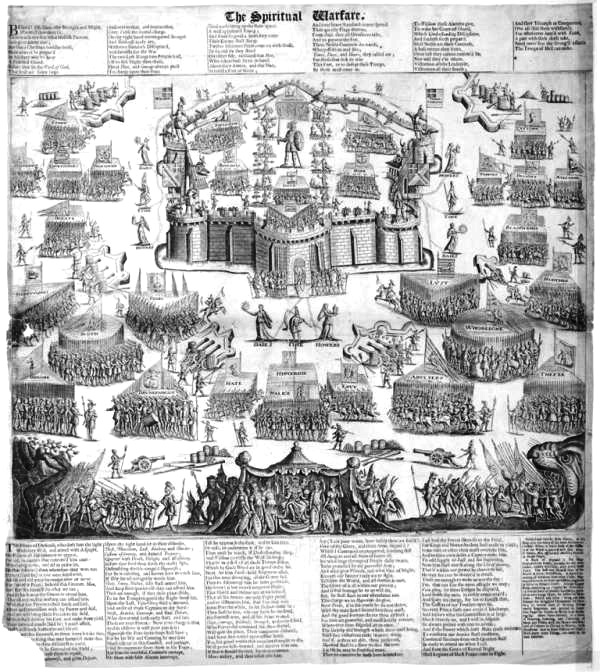
The Spiritual Warfare

Bien que la gravure de Shakespeare, le fameux Portrait Droeshout, soit son œuvre datée la plus ancienne, on peut penser qu'il était déjà un graveur établi ; il semblerait qu'il ait en effet notamment réalisé The Spiritual Warfare. Il a produit au moins vingt-quatre gravures à Londres entre 1623 et 1632. Parmi elles des portraits et des travaux plus allégoriques, dont le plus élaboré est Doctor Panurgus, une adaptation d'une gravure de Matthaeus Greuter.
Entre 1632 et 1635, Droeshout émigre en Espagne, s'installant à Madrid. Il y a signé plusieurs gravures entre 1635 et 1640. L'historien de l'art Christian Schuckman pense que le départ de Droeshout en Espagne est probablement dû — ou a mené — à sa conversion au catholicisme : beaucoup de ses œuvres espagnoles représentent des saints catholiques et utilisent le symbolisme catholique. Des documents indiquent que son homonyme Martin Droeshout « l'Ancien » est resté à Londres et était pour sa part un fidèle membre de la communauté protestante néerlandaise de Londres toute sa vie. Il anglicise son nom en « Droeswoode » (hout signifiant « bois » — wood en anglais). En 1635, il signe « MRtin DRoswood sculpsit » le portrait à mi-corps de Jean d'Avila publié dans la biographie que lui a consacré Luis Muñoz, Vida y virtudes del venerable varón el P. Maestro Iuan de Ávila. La même année, il grave les armoiries de Gaspar de Guzmán, comte d'Olivares, signées « MARtin Droeswood sculpsit » et publiées comme frontispice du Tractatus absolutissimus de triplis, seu eorum poena d'Antonio Cabreros Avendaño. Christian Schukman, qui a identifié Martin Droeswoode comme étant Martin Droeshout en comparant les signatures du Premier Folio avec celles des gravures espagnoles comme celle du portrait de Francisco de la Peña, pense que le déménagement en Espagne peut s'expliquer par la conversion de Droeshout au catholicisme, qui lui aurait permis d'obtenir — en partie pour son éloignement d'avec une origine néerlandaise semble-t-il mal perçue en Espagne — de la cour de Philippe IV la couverture chalcographique de Novissimus librorum prohibitorum et expurgandorum index (Madrid, 1640), avec une allégorie du Tribunal de l'Inquisition.
Aucun document concernant Droeshout postérieur à 1640 n'est connu. L'artiste n'est pas mentionné dans le testament de son frère (1651), ce qui peut indiquer que Martin était déjà mort à cette date, ou que les liens entre lui et sa famille se sont tendus en raison de sa conversion au catholicisme.

## Œuvre

### Shakespeare

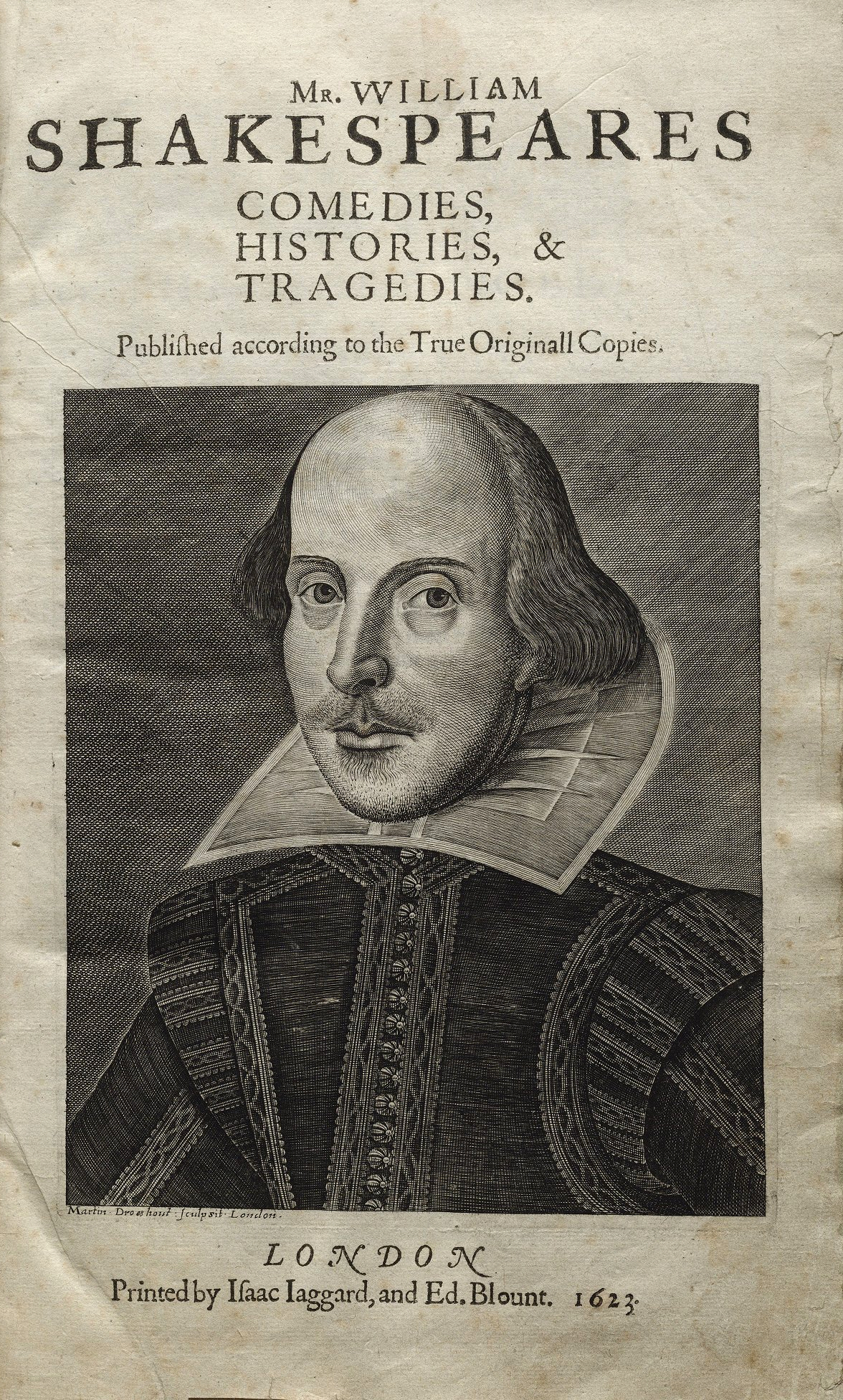
Image de couverture de Mr. William Shakespeares comedies, histories & tragedies, Londres, 1623 (signé « Martin Droeshout sculpsit London. »

Droeshout aurait commencé sa carrière de graveur en 1622, lorsqu'il a reçu une commande de portrait de Shakespeare, qui était mort quand Martin avait quinze ans. La gravure est peut-être basée sur un dessin ou une peinture existante, mais rien n'a été prouvé. L'oncle homonyme de Martin Droeshout étant un peintre de carrière, E. A. J. Honigmann (en) suggère que c'est lui qui a produit l'image originale, ce qui expliquerait pourquoi un artiste aussi expérimenté aurait reçu telle commande. Tarnya Cooper (en) argumente elle que le dessin de faible qualité et la modélisation du pourpoint et du collier — en comparaison avec le reste — suggèrent que Droeshout a copié un dessin non identifié qui ne représentait que la tête de Shakespeare. Le corps a été ajouté par Droeshout, ainsi qu'il convenait de le faire à l'époque.

### Estampes anglaises

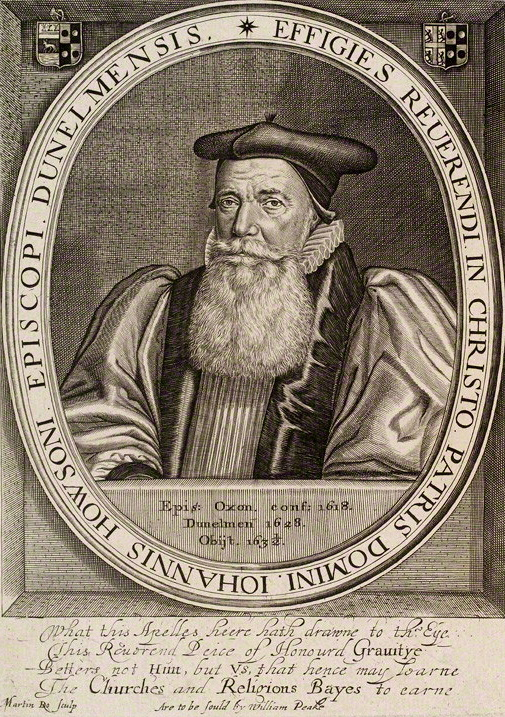
Portrait de John Howson (années 1630)

Droeshout reste à Londres au moins jusqu'en 1632, car il y signe cette année-là une série de douze estampes consacrées au sibylles comme prophétesses de la Rédemption : ce sont en fait des copies inversées de Crispin van de Passe. Il réalise aussi les portraits de Gustave II Adolphe, George Villiers (favori de Jacques VI et Ier), Mountjoy Blount (premier comte de Newport), John Foxe, John Howson (en) (évêque de Druham) et Thomas Coventry (premier baron de Coventry). Il se charge aussi du portrait posthume de John Donne avec le linceul qu'il a porté et avec lequel il s'était fait faire le portrait peu avant de mourir ; cette gravure a servi de couverture pour l'édition de son dernier sermon, Death’s Duell,.
Il a produit au burin neuf épisodes des aventures de John Smith en terres turques et tatares, selon le récit fabuleux de Smith lui-même. Droeshout a fourni les couvertures chalcographiques de la deuxième édition de la Mikrokosmographia, a Description of the Body of Man, un traité anatomique et chirurgique du médecin Helkiah Crooke (en) (1631) ; des Essayes Morall, Theologicall de Daniel Tuvill ; la biographie de la reine Élisabeth Ire, Englands Elizabeth, de Thomas Heywood (1631) et avec le portrait en pied de la reine couronnée par des anges ; et la troisième édition des Essais de Michel de Montaigne dans sa traduction à l'anglais par John Florio, avec un sobre frontispice architectural.
Il a également exécuté des gravures au dessin plus ambitieux, de sujets allégoriques, mythologiques ou satiriques. On peut notamment mentionner The Spiritual Warfare, gravée à la même époque que le portrait de Shakespeare. Elle montre l'armée du Diable assiégeant un fort tenu par un grand soldat chrétien gardé par des figures représentant les vertus chrétiennes. Cette image aurait été inspirée John Bunyan pour écrire The Holy War (en). L'estampe a été réimprimée en 1697 grâce au succès des livres de Bunyan — c'est le seul exemplaire ayant survécu : il est conservé dans la bibliothèque de l'Université de l'Alberta.
Droeshout a réalisé une illustration représentant le suicide de Didon ayant servi de frontispice de la traduction en vers du quatrième livre de Virgile, Énéide, par Robert Stapylton (en). Parmi ses œuvres les plus complexes, sont à noter plusieurs plaques gravées pour The Hierarchy of the Blessed Angels de Thomas Heywood, pour lequel Droeshout fait partie des cinq graveurs ayant participé à l'illustration de l'ouvrage.

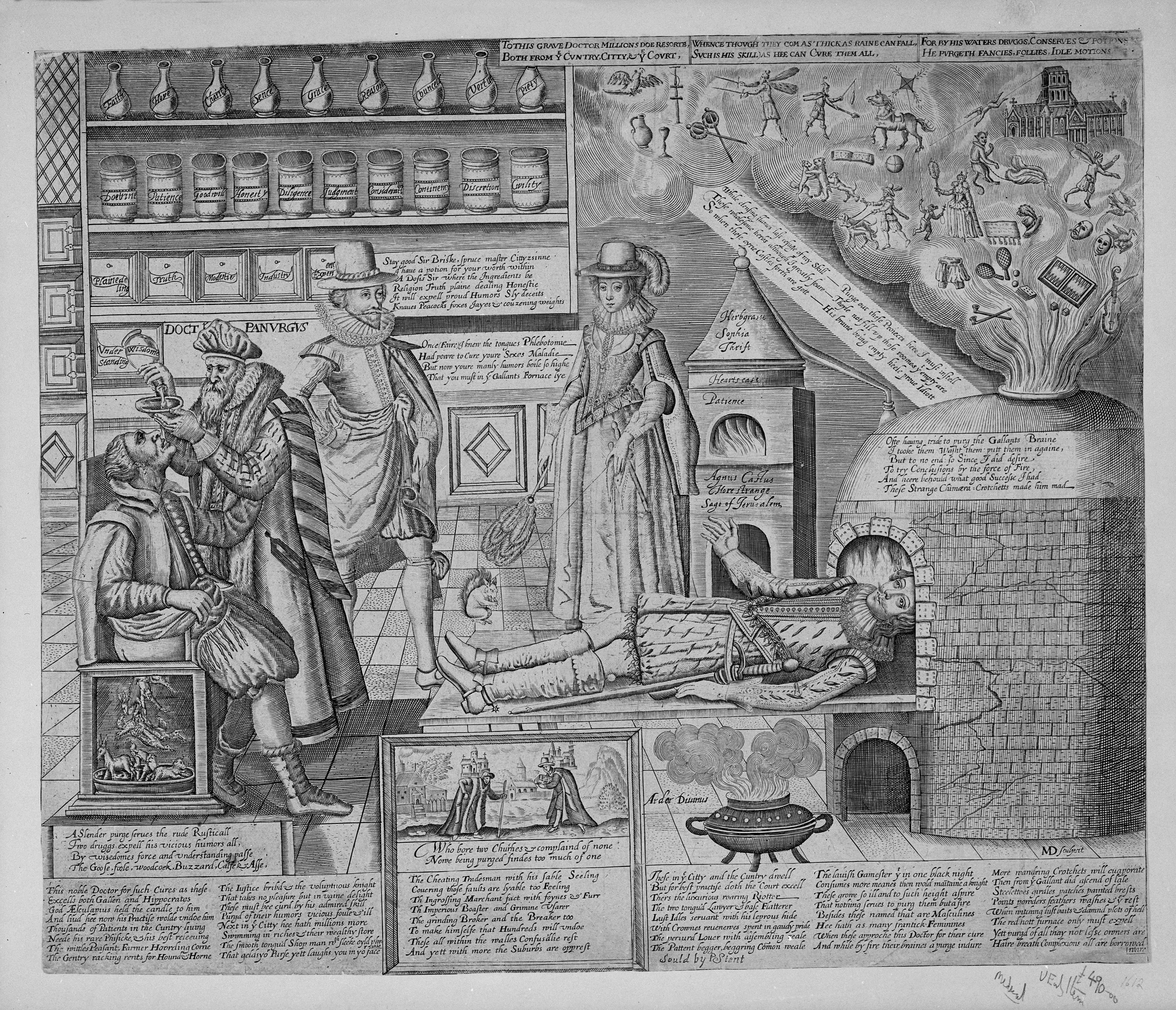
Doctor Panurgus soignant la folie de ses patients par la purge (ca. 1620)

L'estampe indépendante la plus complexe est celle du Doctor Panurgus (voir ci-contre), une allégorie sur les folies de la vie moderne avec des figures représentant le Pays, la Ville et la Vie à la cour, traitées par le docteur. Le dessin « a une ascendance compliquée », étant une adaptation d'une estampe de Greuter, lequel s'est inspiré d'un livre d'emblèmes. Droeshout semble avoir réalisé plusieurs élaborations spécifiques, incrustant un long texte, ajoutant des personnages et des phrases en latin ou en anglais, avec notamment des vers expliquant comment le docteur purge trois personnages de leurs maladies mentales respectives. Il verse de la « sagesse et de la connaissance » dans la gorge d'un paysan ignorant et enfume le cerveau d'un galant dans un four pour brûler la vanité qu'il y a à l'intérieur (représentée par plusieurs images s'évadant du cerveau). Deux autres personnages attendent d'avoir leur propre cerveau se faire enfumer à leur tour. On trouve également d'autres dessins faisant référence aux controverses religieuses de l'époque sur le pluralisme. Le tout est rempli de boîtes contenant des textes de morale satirique en vers dont l'auteur est inconnu.

### Estampes espagnoles

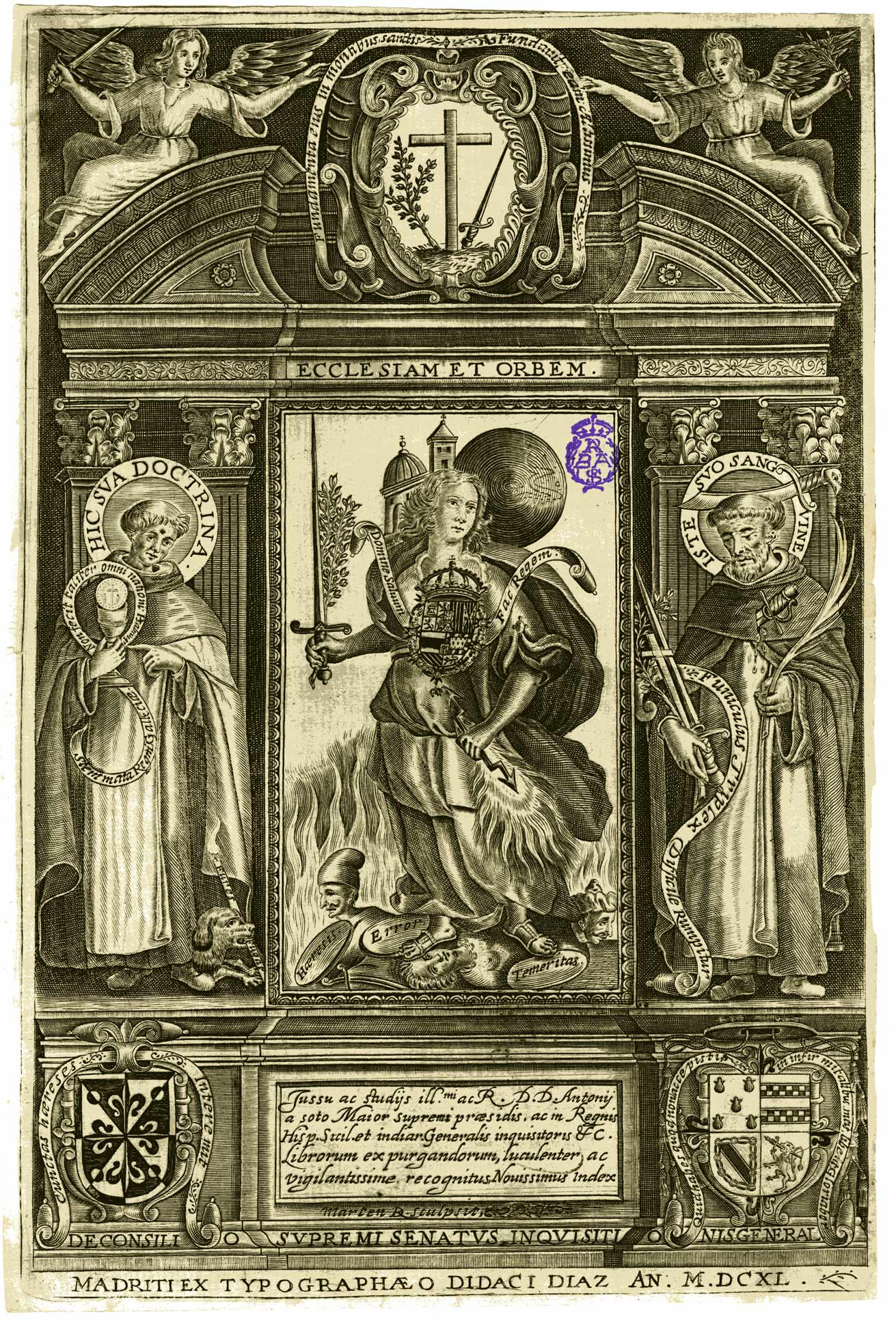
Allégorie de l'Inquisition, frontispice de l’Index librorum prohibitorum.

Les dix « estampes espagnoles » connues de Droeshout traitent tous de sujets catholiques, contrastant ainsi drastiquement avec sa production en Angleterre jusqu'en 1632. Le style reste néanmoins très similaire. Le portrait de Francisco de la Peña ressemble par exemple de par la forme de la tête au portrait de Shakespeare. Sa première œuvre espagnole représente les armoiries de Gaspar de Guzmán, comte d'Olivares, meneur de la Contre-Réforme espagnole. Sa production la plus explicitement catholique est Church as Warrior stamping out Heresy, Error and Temerity (« L'Église en Guerrier écrasant l'Hérésie, l'Erreur et la Peur »), un frontispice de l’Index librorum prohibitorum.
Pour les librairies de Madrid et alentours, Droeshout a fourni, parmi d'autres couvertures gravées et portraits, la couverture contenant les armoiries de Juan Ruiz de Laguna pour les commentaires à la Physique d'Aristote (1636) ; le frontispice de la Primera parte de la Coronica General del Orden de la Santíssima Trinidad Redención de Cautivos de Pedro López de Altuna, avec le portrait de frère Simon de Rojas dans les pages intérieures (1637) ; le portrait de Juan Pérez de Montalván pour les Lágrimas panegíricas a la temprana muerte del gran poeta i teólogo insigne Doctor Juan Pérez de Montalbán de Pedro Grande de Tena (1639) ; le frontispice de Segunda parte de las excelencias de Dios, su Madre y sus santos de frère Pedro de Tevar Aldana ; le frontispice architectural avec les armoiries de Bartolomé Spínola de la Segunda parte de los Avissos del Parnaso de Trajano Bocalini, caballero romano ; la couverture du même genre pour Nenia en el fallecimiento del excelentísimo señor don José López Pacheco de Manuel de Faria y Sousa (1644) — dernière date connue, bien qu'apparemment il s'agisse d'une réutilisation très simplifiée de la couverture de Droeswoode pour la Política militar en avisos generales de Francisco Manuel de Melo (1638).